# أفلمة الموسيقى

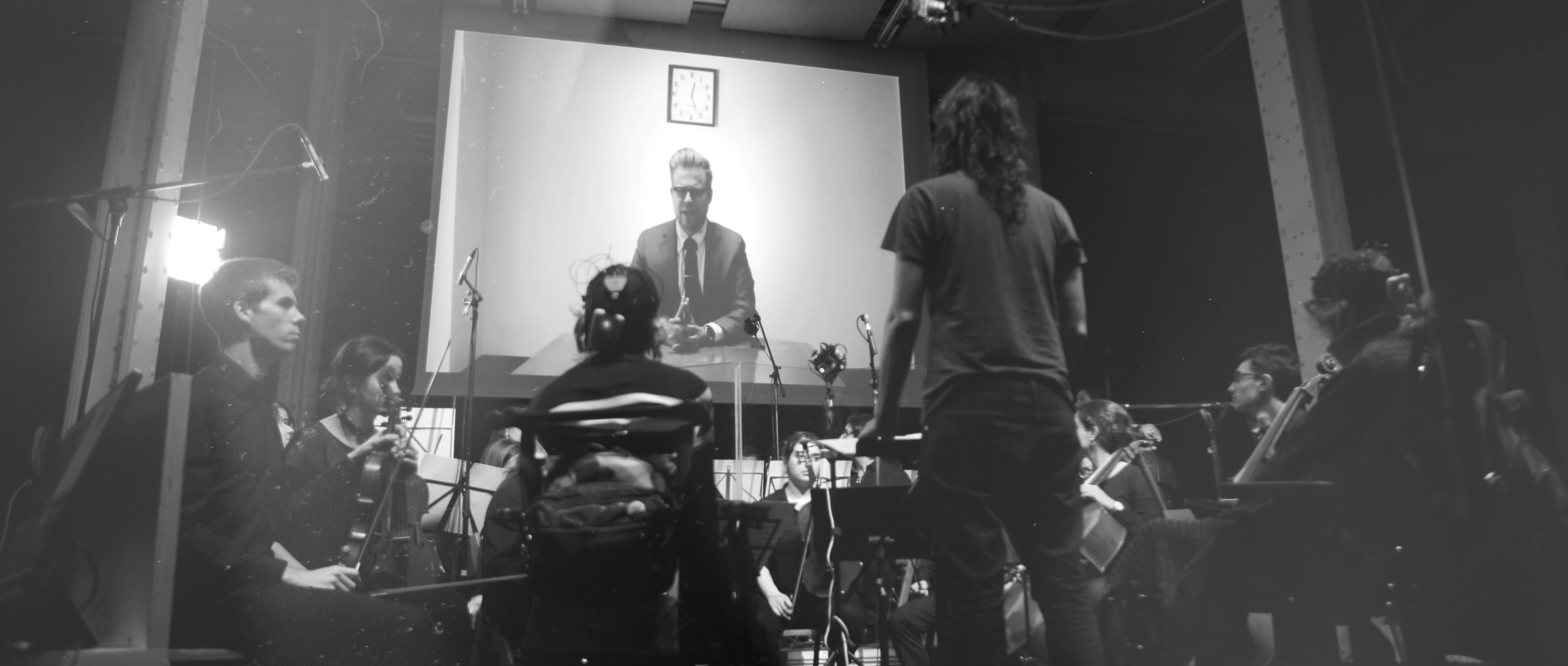

أفلمة الموسيقى هو مصطلح موسيقي أكاديمي، يعنى توليف المادة الفيلمية على موسيقى مؤلفة مسبقا، وهو عكس ما يحدث في فن السينما، حيث تركب الموسيقى التصويرية مع تراك الصوت، بعد انتهاء المخرج تماما من تصوير كل مشاهد الفيلم. أفلمة الموسيقى، تقنية ترفع من قيمة الموسيقى في فن الفيلم، حيث يعتبر الموسيقى، في هذه الحالة، هي الفن الأساسي المحورى الذي يبنى عليه الصورة.
ويمكن أن نقول أن الأغنية المصورة التي تعرف ب «الفيديو كليب»، نوع من أنواع الأفلمة الغنائية، إلا أن أفلمة الموسيقى تعتنى أكثر بالموسيقى الفنية البحتة. ويعد د. محمد عبد الوهاب عبد الفتاح هو مبدع فن أفلمة الموسيقى حيث تحولت الموسيقى في بعض مؤلفاته، إلى مجموعة من المؤثرات الصوتية، التي تعبر عن حالة درامية تؤكدها المادة الفلمية.ومثال ذلك إعادة توزيع أغنية «رسالة من تحت الماء» ل عبد الحليم حافظ من ألحان محمد الموجي وكلمات نزار قباني، التي يتخللها عرض مادة فيلمية من أفلام عبد الحليم حافظ في وجود مسامع من صوت مؤثرات خرير الماء.

## راجع أيضا
- موسيقى تصويرية